# Ладо Ахалая
Ладо Ахалая (нар. 1 липня 2002) — молдовський футболіст, який грає на позиції нападника у люксембурзькому клубі «Свіфт» на правах оренди з італійського клубу «Торіно».

## Клубна кар'єра
Будучи молодим гравцем, Ахалая приєднався до молодіжної академії молдавського клубу другого дивізіону «Дачія» (Буюкань). У 2019 році він приєднався до молодіжної академії італійського «Інтернаціонале» після того, як побував у молодіжних школах донецького «Шахтаря» та португальського «Спортінга».
У 2021 році Ладо підписав контракт з командою італійської Серії А «Торіно». У 2022 році Ахалая був відправлений в оренду в клуб другого бельгійського дивізіону «Віртон». З командою зіграв у трьох іграх чемпіонату і у одній грі кубка.
14 січня 2023 року він перейшов на правах оренди в люксембурзький «Свіфт».

## Виступи за збірну
Виступав за юнацьку та молодіжну збірні Молдови. 

## Особисте життя
Він є сином гравця збірної Грузії Володимира Ахалая та онуком гравця збірної Молдови та тренера Олександра Спірідона.

## Титули та досягнення
- Чемпіон Люксембургу (1):

«Свіфт»: 2022-23